# Many Glaciers Pond
Der Many Glaciers Pond (frei übersetzt: Viele-Gletscher-Tümpel) ist ein etwa 500 m langer Tümpel, der etwa 800 m südlich des unteren Endes des Commonwealth-Gletschers im Taylor Valley des ostantarktischen Viktorialands liegt. Er gehört zum System des Aiken Creek und wird unter anderem durch das Schmelzwasser des Commonwealth-Gletschers und des Wales-Gletschers gespeist.
Seine deskriptive Benennung erhielt er auf Vorschlag der US-amerikanischen Hydrologin Diane Marie McKnight, Leiterin der Mannschaft des United States Geological Survey, welche zwischen 1987 und 1994 das Flusssystem des Fryxellsees im Taylor Valley untersuchte.